# Liste des sites olympiques de combiné nordique
Lors des Jeux Olympiques d'hiver, 36 sites ont déjà été ou seront utilisés pour les épreuves de combiné nordique.
Cette discipline étant une combinaison de ski de fond et de saut à ski, elle partage ses sites avec ces deux autres disciplines du ski nordique.
Le combiné est l'une des disciplines qui a figuré dans toutes les éditions des Jeux olympiques d'hiver.
| |
| L'Olympiaschanze de St. Moritz a accueilli la partie de saut à ski de l'épreuve de combiné nordique pour les Jeux olympiques d'hiver de 1928 et 1948. |

|                                                                                              |
| Courchevel a accueilli les épreuves de combiné nordique des Jeux olympiques d'hiver de 1992. |

| |
| Les tremplins à ski du parc olympique de l'Utah ont accueilli la partie de saut à ski des épreuves de combiné nordique pour les Jeux olympiques d'hiver de 2002. |

## Sites de compétition
| Jeux                        | Site | Autres disciplines présentes sur le même site lors de ces Jeux                                           | Capacité                                                          |
| --------------------------- | --- | --- | ----------------------------------------------------------------- |
| 1924 Chamonix               | Tremplin olympique du Mont (saut à ski)                                                                          | Saut à ski                                                                                               |                                                                   |
| 1924 Chamonix               | Stade olympique de Chamonix (ski de fond)                                                                        | Ski de fond, curling, patinage artistique, hockey sur glace, patrouille militaire et patinage de vitesse | 45000                                                             |
| 1928 St. Moritz             | Autour de Saint-Moritz (ski de fond)                                                                             | Ski de fond                                                                                              |                                                                   |
| 1928 St. Moritz             | Olympiaschanze (saut à ski)                                                                                      | Saut à ski                                                                                               |                                                                   |
| 1932 Lake Placid            | Centre de saut à ski MacKenzie Intervale (saut à ski)                                                            | Saut à ski                                                                                               | 9200                                                              |
| 1932 Lake Placid            | Lake Placid (ski de fond)                                                                                        | Ski de fond                                                                                              |                                                                   |
| 1936 Garmisch-Partenkirchen | Große Olympiaschanze                                                                                             | Ski de fond et saut à ski                                                                                | 40000                                                             |
| 1948 St. Moritz             | Alentours de Saint-Moritz (ski de fond)                                                                          | Ski de fond                                                                                              |                                                                   |
| 1948 St. Moritz             | Olympiaschanze (saut à ski)                                                                                      | Saut à ski                                                                                               |                                                                   |
| 1952 Oslo                   | Site national d'Holmenkollen                                                                                     | Ski de fond et saut à ski                                                                                | 150000                                                            |
| 1956 Cortina d'Ampezzo      | Lo Stadio della neve (ski de fond)                                                                               | Ski de fond                                                                                              | 9650                                                              |
| 1956 Cortina d'Ampezzo      | Tremplin Italia (saut à ski)                                                                                     | Saut à ski                                                                                               | 46152                                                             |
| 1960 Squaw Valley           | McKinney Creek Stadium (ski de fond)                                                                             | Biathlon et ski de fond                                                                                  | 1000                                                              |
| 1960 Squaw Valley           | Papoose Peak Jumps (saut à ski)                                                                                  | Saut à ski                                                                                               |                                                                   |
| 1964 Innsbruck              | Seefeld | Biathlon, ski de fond et saut à ski (tremplin normal)                                                    |                                                                   |
| 1968 Grenoble               | Autrans | Biathlon, ski de fond et saut à ski (tremplin normal)                                                    | 40000 (saut)                                                      |
| 1972 Sapporo                | Minami-ku (Sapporo) (ski de fond)                                                                                | Ski de fond                                                                                              |                                                                   |
| 1972 Sapporo                | Miyanomori Jumping Hill (saut à ski)                                                                             | Saut à ski (tremplin normal)                                                                             |                                                                   |
| 1976 Innsbruck              | Seefeld | Biathlon, ski de fond et saut à ski (tremplin normal)                                                    |                                                                   |
| 1980 Lake Placid            | Centre de saut à ski MacKenzie Intervale (saut à ski)                                                            | Saut à ski                                                                                               | 18000                                                             |
| 1980 Lake Placid            | Lake Placid Olympic Sports Complex Cross Country Biathlon Center (ski de fond)                                   | Biathlon et ski de fond                                                                                  |                                                                   |
| 1984 Sarajevo               | Tremplins d'Igman (saut à ski)                                                                                   | Saut à ski                                                                                               |                                                                   |
| 1984 Sarajevo               | pistes du mont Igman à Veliko Polje (ski de fond)                                                                | Biathlon et ski de fond                                                                                  |                                                                   |
| 1988 Calgary                | Parc national olympique du Canada (qui comprend la piste de bobsleigh, luge et skeleton de Calgary) (saut à ski) | Bobsleigh, ski acrobatique (sport de démonstration), luge et saut à ski                                  | 25000 (bobsleigh/luge) 35000 (saut à ski) 15000 (ski acrobatique) |
| 1988 Calgary                | Canmore Nordic Centre (ski de fond)                                                                              | Biathlon et ski de fond                                                                                  |                                                                   |
| 1992 Albertville            | Tremplin du Praz                                                                                                 | Saut à ski                                                                                               | 20000 (saut) 15000 (ski de fond)                                  |
| 1994 Lillehammer            | Stade de ski de Birkebeineren (ski de fond)                                                                      | Biathlon et ski de fond                                                                                  | 31000 (ski de fond) 13500 (biathlon)                              |
| 1994 Lillehammer            | Tremplins de Lysgårds (saut à ski)                                                                               | Saut à ski, cérémonies d'ouverture et de clôture                                                         | 35000                                                             |
| 1998 Nagano                 | Stade de saut à ski de Hakuba (saut à ski)                                                                       | Saut à ski                                                                                               | 45000                                                             |
| 1998 Nagano                 | Snow Harp (ski de fond)                                                                                          | Ski de fond                                                                                              | 20000                                                             |
| 2002 Salt Lake City         | Soldier Hollow (ski de fond)                                                                                     | Biathlon, Ski de fond                                                                                    | 15200                                                             |
| 2002 Salt Lake City         | Utah Olympic Park (qui comprend la piste de bobsleigh, luge et skeleton de Park City) (saut à ski)               | Bobsleigh, luge, skeleton, saut à ski                                                                    | 18100 (saut à ski) 15,000 (bobsleigh, luge et skeleton)           |
| 2006 Turin                  | Pragelato (saut à ski)                                                                                           | Saut à ski                                                                                               | 8055                                                              |
| 2006 Turin                  | Pragelato Plan (ski de fond)                                                                                     | Ski de fond                                                                                              | 5400                                                              |
| 2010 Vancouver              | Parc olympique de Whistler                                                                                       | Biathlon, ski de fond et saut à ski                                                                      | 6000                                                              |
| 2014 Sotchi                 | Complexe de ski de fond et de biathlon Laura (ski de fond)                                                       | Biathlon et ski de fond                                                                                  | 9600 (biathlon) 9600 (ski de fond)                                |
| 2014 Sotchi                 | RusSki Gorki (saut à ski)                                                                                        | Saut à ski                                                                                               | 9600                                                              |
| 2018 Pyeongchang            | Alpensia Jumping Park (saut à ski)                                                                               | Saut à ski                                                                                               | 8500 (dont 2200 spectateurs debout)                               |
| 2018 Pyeongchang            | Centres de biathlon et de ski de fond d'Alpensia (ski de fond)                                                   | Ski de fond                                                                                              | 7500 (dont 3000 spectateurs debout)                               |
| 2022 Pékin                  | Ruyi des neiges (saut à ski)                                                                                     | Saut à ski                                                                                               |                                                                   |
| 2022 Pékin                  | Centre de ski nordique et de biathlon de Guyangshu (ski de fond)                                                 | Ski de fond                                                                                              |                                                                   |